# 窑滩间吸鳅
窑滩间吸鳅（学名：Hemimyzon yaotanensis）为平鳍鳅科间吸鳅属的鱼类，是中国的特有物种。分布于四川省分布于长江干流和岷江、沱江水系等。该物种的模式产地在泸州、窑滩。

## 扩展阅读
維基物種上的相關：窑滩间吸鳅